# 2010 TJ
2010 TJ est un objet épars de magnitude absolue 5,8, ce qui le qualifie comme un candidat au statut de planète naine.
Son diamètre est estimé à 310 km.